# 高邮城墙
高邮城墙，位于中华人民共和国江苏省扬州市高邮市环城南路。2002年10月22日，列入江苏省文物保护单位名录。
高邮城墙，始建于北宋开宝四年（971年），于1972年拆除，仅留东南一角墙面，约122米。